# Dolichancistrus pediculatus
Dolichancistrus pediculatus är en fiskart som först beskrevs av Eigenmann, 1918.  Dolichancistrus pediculatus ingår i släktet Dolichancistrus och familjen Loricariidae. IUCN kategoriserar arten globalt som livskraftig. Inga underarter finns listade i Catalogue of Life.